# Maynard Lake, Nova Scotia
Maynard Lake är en sjö i Kanada.   Den ligger i provinsen Nova Scotia, i den sydöstra delen av landet, 1 000 km öster om huvudstaden Ottawa. Maynard Lake ligger 51 meter över havet. Den ligger vid sjöarna  Lake Banook Lake Micmac och Oat Hill Lake. Den sträcker sig 0,6 kilometer i nord-sydlig riktning, och 0,5 kilometer i öst-västlig riktning.
Runt Maynard Lake är det i huvudsak tätbebyggt. Runt Maynard Lake är det mycket tätbefolkat, med 1 056 invånare per kvadratkilometer.